# جوزيف كومبيلا
جوزيف كومبيلا (بالإنجليزية: Josef Kumbela)‏ (من مواليد 1958) هو ممثل ومخرج أفلام من جمهورية الكونغو الديمقراطية.

## الحياة المبكّرة
وُلد جوزيف كومبيلا عام 1958، وعاش لبعضِ سنواتٍ في الكونغو الديمقراطية قبل أن ينتقل عام 1980 إلى سويسرا.

## المسيرة المهنيّة
بدأ جوزيف كومبيلا حياته المهنية كممثلٍ تلفزي وسينمائي في فرنسا والولايات المتحدة الأمريكية، وحصل عام 1993 في حفلِ توزيع جوائز المهرجان الأفريقي للسينما والتلفزيون في واغادوغو (FESPACO) على جائزة أفضل ممثلٍ عن أدائه في الفيلم الكوميدي جيتو، الجاحد للمخرج ليونس نغابو من بوروندي. يحكي الفيلمُ قصّة جيتو وهو طالبٌ من بوروندي ومصمم أزياءٍ موهوبٍ في باريس العودة إلى الوطن. بعد حصوله على شهادته وتفكيره في بدايةِ مسيرته المهنية، ترك رفيقته الفرنسية كريستين واعدًا بإحضارها إلى بوروندي لاحقًا. لا يستطيع جيتو العثور على عملٍ هناك، لكنه يلتقي بحبيبة طفولته القديمة، ثم تصلُ كريستين دون سابقِ إنذارٍ وتكتشفُ ما يجري قبل أن تتحد المرأتان لتعليم جيتو درسًا.
كتب جوزيف كومبيلا وأخرج عددًا من الأفلام القصيرة منذ عام 1994 اعتمادًا على شركة إنتاجٍ تتخذُ من جنيف مقرًا لها. صدر فيلمهُ الأول عام 1998 تحتَ عنوان الغريب من أفريقيا (بالفرنسية: L'étranger venu d'Afrique)‏ وهو أول فيلمٍ أفريقي يُصوَّرُ في الصين ويحكي قصّة حب بين لولو وهو طالبٌ أفريقي وامرأة صينية حيثُ يصور صدام الثقافات.

## قائمة أعماله
| السنة | عنوان الفيلم      | العنوان الأصلي            | الدور      | النوع              | مدة الفيلم |
| ----- | ----------------- | ------------------------- | ---------- | ------------------ | ---------- |
| 1998  | الغريب في أفريقيا | L'Étranger venu d'Afrique | مخرج وكاتب | فيلم كوميدي        | 13 دقيقة   |
| 1996  | طَرْدٌ بريدي         | Colis Postal              | مخرج       | فيلم كوميدي        | 10 دقائق   |
| 1996  | بطاقةٌ ضريبيّةٌ      | Taxcarte                  | مخرج وممثل | فيلم كوميدي        | 7 دقائق    |
| 1994  | لؤلؤةٌ سوداء       | Perle Noire               | مخرج وكاتب | فيلم درامي وكوميدي | 27 دقيقة   |
| 1992  | جيتو، الجاحد      | Gito, l'ingrat            | ممثل       | فيلم كوميدي        | 90 دقيقة   |
| 1991  | بين اثنين         | Entre-Deux                | مخرج       | فيلم درامي وكوميدي | 90 دقيقة   |
| 1990  | في عين الأفعى     | In the Eye of the Snake   | الممثل     | فيلم إثارة         | 90 دقيقة   |